# Hālūzhān
Hālūzhān (persiska: هالوژان, هَلوچان, هَلوران, هَلوجان) är en ort i Iran.   Den ligger i provinsen Kurdistan, i den nordvästra delen av landet, 500 km väster om huvudstaden Teheran. Hālūzhān ligger 1 361 meter över havet och antalet invånare är 111.
Terrängen runt Hālūzhān är kuperad västerut, men österut är den bergig. Runt Hālūzhān är det ganska tätbefolkat, med 60 invånare per kvadratkilometer. Närmaste större samhälle är Marivan, 19,2 km nordväst om Hālūzhān. Trakten runt Hālūzhān består till största delen av jordbruksmark.